# Aeonium balsamiferum
Aeonium balsamiferum, és una espècie de planta amb flor subtropical amb fulles suculentes que pertany al gènere Aeonium de la família de les crassulàcies.

## Descripció
És un arbust, cada roseta de fulles enganxoses fins a 20 cm de diàmetre. Dins del gènere, pertany al grup d'espècies arbustives o subarbustives amb tiges ramificades i flors grogues disposades en inflorescències petites. Es diferencia per les seves fulles, les quals posseeixen una olor molt penetrant a bàlsam.

## Distribució i hàbitat
Aeonium balsamiferum és un endemisme exclusiu de les illes orientals de les Canàries. Aquesta espècie s'incloïa en el Catàleg d'Espècies Amenaçades de Canàries de l'any 2001, com a sensible a l'alteració del seu hàbitat, a les illes de Lanzarote i Fuerteventura, quedant descatalogada en el Catàleg Canari d'Espècies Protegides de l'any 2010.

## Taxonomia
Aeonium balsamiferum va ser descrita per Webb i Berthel. i publicat a Histoire Naturelle des Îles Canaries 2(1): 192. 1840.
Etimologia
aeonium: El nom genèric prové del llatí aeonium, aplicat per Dioscòrides Pedaci a una planta crassa, probablement derivat del grec aionion, que significa "sempre viva".
balsamiferum: epítet específic que procedeix del llatí balsamum, que significa "bàlsam" i fer, que significa "tenir o dur", al·ludint a una suposada producció de bàlsam.
Sinonímia
- Sempervivum balsamiferum[1]